# Polizeiruf 110: Nachttresor
Nachttresor ist ein deutscher Kriminalfilm von Helmut Krätzig aus dem Jahr 1973. Der Fernsehfilm erschien als 19. Folge der Filmreihe Polizeiruf 110.

## Handlung
Der junge Michael Wormser ist mit seinem 16-jährigen  Freund Hans Wökke aus einem Jugendwerkhof entflohen. Michael wird nach einer Woche gefasst und von Oberleutnant Jürgen Hübner und Leutnant Vera Arndt befragt. Er berichtet, dass Hans in der Mitropa einen ungefähr 30-jährigen Mann kennengelernt habe und mit ihm fortgegangen sei.
Der fremde Mann hat sich Hans als „Freddy“ vorgestellt, er wiederum nennt Hans „Moses“. Er zeigt ihm einen todsicheren Coup: Täglich wird der Nachttresor einer Bank geleert. Die Fahrer des Geldwagens gehen dabei äußerst lax mit den Sicherheitsvorkehrungen um. Rund 12 Sekunden blieben einem Dieb, um die verladenen Geldsäcke zu stehlen. Hans ist schnell genug, um einen Sack an sich zu nehmen und dann über ein ausgeklügeltes System zu fliehen, das Freddy vorbereitet. In der Tatnacht geht jedoch einiges schief. Zwar gelingt es Hans, einen Geldsack zu stehlen, doch ist der Fluchtweg versperrt, weil eine angestellte Leiter von einem Anwohner des Häuserblocks entfernt worden ist. Hans wird schließlich gestellt. Während die Fahrer des Geldwagens jedoch Hans nachgelaufen sind, wurde der Wagen fortgefahren. Jürgen Hübner und Leutnant Vera Arndt gehen davon aus, dass der Freund von Hans diesen hereingelegt und den Wagen mit zwei Geldsäcken weggefahren hat. Hans sollte ein Bauernopfer in dem Coup werden.
Hans schweigt. Michael kann den Ermittlern vage Angaben zu Freddy machen, die jedoch für eine weitere Fahndung nicht ausreichen. Wenig später wird der Geldtransporter gefunden. Er hat leichte Unfallspuren. Die Geldsäcke wiederum wurden nicht vollständig geleert und mit einem Schifferknoten verschlossen zurückgelassen. Die Ermittler glauben, dass der Täter aus dem Schifffahrtsbereich kommt. Mit einem Trick lassen sie Hans laufen, der in die Abbruchwohnung geht, in der er mit Freddy den Diebstahl geplant hat. Freddy jedoch ist nicht da. Am nächsten Morgen holt Vera Arndt Hans in der Wohnung ab. Auch die Befragung der Anwohner bringt nichts Neues, doch kann wenigstens Fräulein Schimke bestätigen, dass sie am Morgen auf dem Weg zur Arbeit Hans in einem Hauseingang warten sah.
Am Ende entscheiden sich die Ermittler, Hans als Kronzeugen des Falls einzusetzen. Er gibt ihnen nicht nur eine Täterbeschreibung, sondern zeichnet Freddys Gesicht auch aus dem Gedächtnis nach. Wenig später kommt es auf einem Seglerfest zu einem Zwischenfall: Ein Berufsfotograf lichtet auch Freddy mit seiner Begleitung ab. Freddy wiederum wird aggressiv und zerstört den Film des Fotografen. Als dieser die Polizei rufen will, drückt ihm Freddy ein Bündel Geldscheine in die Hand. Diese Geldscheine erweisen sich als Teil der Überfallsbeute.
Über den Mechanismus der Kamera kann das letzte Bild des Fotografen sichtbar gemacht werden. Freddy ist nicht zu erkennen, jedoch seine Begleitung: Fräulein Schimke. Bei einer erneuten Befragung sagt sie aus, Freddy seit einigen Monaten zu kennen. Sie übergibt den Ermittlern verschiedene Postkarten, die Freddy ihr geschickt hat. Über die Karten können Jürgen Hübner und Vera Arndt eine Verkehrsroute des Seemannes Freddy rekonstruieren. Sie fahren verschiedene Schiffe ab und werden schließlich fündig. Während Hans im Wagen wartet, befragen die Ermittler als vorgebliche Statistiker zunächst den Kapitän. Als sie anhand von Fotos sehen, dass sie auf der richtigen Spur sind, wollen sie anschließend auch den in Wirklichkeit Hans-Ulrich Pepping heißenden Freddy befragen, doch ist der bereits geflohen. Hans hat sich jedoch an seine Fersen geheftet. Freddy flieht zu einem Bus, in den auch Hans einsteigt. Er gibt vor, dass der Raub des Geldsacks geklappt habe, und ist verwundert, dass Freddy nicht zum vereinbarten Treffpunkt kam. Unbemerkt kann Hans immer wieder fremde Leute alarmieren, sodass die Ermittler auf seiner Spur bleiben und Freddy schließlich verhaften können. 
In Freddys Seesack findet sich jedoch kein Geld. Bei der Vernehmung sagt Freddy aus, den Wagen nicht fortgefahren zu haben. Auch den Ermittlern kommen Zweifel. Erst ein erneuter Blick in das Protokoll des Fotografen hilft ihnen weiter: Freddy hatte in die Handtasche seiner Begleitung gegriffen, um den Fotografen auszuzahlen. Tatsächlich findet sich in Fräulein Schimkes Wohnung das gestohlene Geld. Sie sagt aus, dass sie sich an Freddy habe rächen wollen. Dieser habe sie und ihre Wohnung nur für den Raubplan benutzt. Als er seinen Plan fertig hatte, habe er sie fallen lassen.

## Produktion
Nachttresor wurde vom 20. März bis 5. Mai 1973 in Berlin-Köpenick und im Hafen in Brandenburg an der Havel gedreht. Der Drehort der beraubten Bank ist das Amtsgericht Köpenick. Zudem wird das Ansegeln eines Sportclubs auf Köpenicker Gewässern dargestellt. Die Kostüme des Films schuf Isolde Müller-Claud, die Filmbauten stammen von Anna-Sabine Diestel. Der Film erlebte am 30. September 1973 im 1. Programm des Fernsehens der DDR seine Fernsehpremiere.
Es war die 19. Folge der Filmreihe Polizeiruf 110. Oberleutnant Jürgen Hübner ermittelte in seinem sechsten Fall und Leutnant Vera Arndt in ihrem 15. Fall.